# 娼婦と淑女
『娼婦と淑女』（しょうふとしゅくじょ）は、東海テレビ・フジテレビ系列で2010年4月5日から同年7月2日まで放送されていた昼ドラである。放送時間は、月曜 - 金曜の13:30 - 14:00（JST）。全65回。製作局である東海テレビのみ、2011年1月13日から同年6月9日まで毎週木曜3:15 - 4:15の1時間枠・2話連続で再放送された。

## 概要
本枠では2009年4月から昼ドラ改革案が実施されたことにより、様々なジャンルのドラマを放送していたが、本作は久々の「ドロドロ愛憎劇」となる。また、前作『インディゴの夜』で復活したオープニングタイトルも再び廃止された。本作が東海テレビ昼ドラ初主演・初出演となる安達祐実は、一人二役で正反対の2人の女性を演じる。日本テレビ系ドラマ『聖龍伝説 LEGEND of St. DRAGON』で共演した鳥羽潤と約13年ぶりに再び共演を果たす。
ドラマは毒死した凛子に成り代わり、紅子が清瀬家で凛子として生きる中で、自身の出生の秘密を知り、真彦との禁断の愛を誓いながらも、別々の道を歩み始めた矢先、太一の策略により、凛子殺害の容疑で紅子と真彦が逮捕されるまでの「第1部」、それから4年後、刑務所を出所した紅子が山田家を切り捨てた清瀬家への復讐を果たす「第2部」、さらに6年後、麗華の息子・眞一のために娼婦となった麗華を連れ戻そうと紅子も娼婦となる中で、久我山の長男で娼館のオーナー・康助や、死んだと聞かされた妹・藍子と真彦と瓜二つの記憶を失くした青年・陽平の出現により大きく運命が変わる「第3部」の3部構成となる。
同作品より、地上アナログ放送はレターボックス(画面上下に黒帯を付加してアスペクト比16:9の画面)での放送に移行した。
2022年10月20日からBS11で再放送。

## あらすじ
身分の格差がまだ根強かった昭和12年。貧しい家庭に育った山田紅子は、ある日盗みに入った別荘で自分と瓜二つの子爵令嬢・清瀬凛子と出会い、仲良くなる。しかし家督争いのさなか、凛子は毒死してしまう。紅子は凛子と兄妹同然に育てられた久我山真彦に、死んだ凛子の身代わりになるべく自分を買ってほしいと願い出る。真彦は凛子を死に追いやった犯人に復讐するために、それを受け入れる。こうして紅子は苦しい生活からはい上がり、家族を救うために、欲望が渦巻く清瀬家で凛子としての人生を生きることになる。

## キャスト

### 主人公
藤堂（山田）紅子 - 安達祐実
貧しい大工の許に生まれ、生活苦に喘ぐ家族を支えるべく、スリや窃盗を繰り返していた。一人称は「アタイ」（第3部では「あたし」）で、言葉遣いは乱暴で男勝りな性格。幸せになるために蛾のように光を追い求めるような生き方をしていたが、根は優しい。侵入先の武蔵野の別荘で出会った凛子の死を偶然知り、苦しい生活から家族を救い、はい上がる為に凛子の身代わりになり凛子を演じた。しかし、清瀬家の人々に正体がばれ、真彦と二人で生きていく決意をした矢先、泰造と和子に実の娘でないことを告げられ、さらに凛子の双子の妹で、真彦とは異母兄妹であることを知る。そして武蔵野の別荘で真彦と一夜を共にした後に別れ、真彦への想いを抱きながら、藤堂との結婚を決める。その後、真彦を庇って太一に刺され、一命を取りとめるが、太一の密告により凛子殺害の容疑をかけられ、清瀬家を救うために全ての罪を被り、詐欺罪で逮捕されてしまう。
それによって山田家への援助が切られ、長屋を追われた家族が行方不明となり、さらに藍子が死んだことを服役中に藤堂から聞かされ、自分を戒めるために、4年後に刑務所を出所してからは女を捨て男装の執事となり、清瀬家への復讐を誓う。一人称は「俺」を使うようになり、髪も短く切った。一つ復讐を果たすたびに自分の左手をハサミやガラス片で傷つけ、自分も苦しめていたが、封印してきた真彦への愛と清瀬家への憎しみの狭間で精神的に耐え切れなくなり、過呼吸の症状を起こしていた。久我山に屋敷を奪われた後も爵位に固執するミツに対し、すべてを失わせて分からせるために特高に密告。横流しした武器の取引現場で太一とともに逮捕されるが、久我山のもとで杏子が暮らし始めたことから釈放される。太一を刺殺した罪で逮捕された麗華に代わって眞一を育てていくために、山田家を売却。
空襲で焼かれた藤堂の孤児院の代わりに、武蔵野の別荘を新たな孤児院「清風庵」とし、眞一と孤児たちを守る一方で、裏では金貸しをしている。眞一に実の母親を取り戻すために、娼婦になった麗華を連れ戻そうとするが拒絶され、自らも「麻莉亜」で娼婦として働き、麗華の客たちを奪っていく。その後、生き別れとなっていた妹・藍子と再会を果たすが、藍子に憎まれている事を知りショックを受ける。康助の命令で陽平に抱かれた時、忘れようとしながらも自分の中で生き続けていた真彦の存在に気づき、愛し合う藤堂を裏切った気持ちから別れを告げるが、強引に結婚させられる。麗華・陽平と暮らし始めた眞一を康助から守るために「麻莉亜」で一緒に暮らすが、陽平に心惹かれ、二人で「麻莉亜」を出て暮らそうとする。だが、その矢先、藤堂の通報で「麻莉亜」に警察がやってきて、康助になすりつけられる形で、娼婦たちを守るために「麻莉亜」のオーナーとなる。藤堂に「清風庵」を追われた子供たちと千鶴を「麻莉亜」に住まわせ、孤児院にしようとする。しかし女主人となった麗華に出て行くことを要求され、千鶴や子供たち、娼婦たちの居場所を守るためにそれに応じる。数日後、陽平から別れを告げられるが、彼が結核を再発したとは知らず、愛していると告白する。藍子から陽平の結核が再発したと聞かされると同時に、妊娠した藍子を切り捨てた藤堂の裏切りを知る。そして、陽平を一人で死なせないため、そばにいることを固く決意する。 しかし、陽平がみんなの為に麗華と一緒にいることを決意すると、それを受け入れ、陽平と最後の抱擁をする。紅子の中で陽平が生き続けることに嫉妬した藤堂が陽平を殺そうとしたが、自分の手で終わらせると言って陽平を刺す（実は刺したふりをしただけで、自分の手でナイフを握り締めて出血させ、陽平の流血と見せかけた）。その後行方をくらますが、陽平との遺された時間を共にし最期を看取った後、孝太郎・杏子と富士山の麓で孤児院を開いている。その一方で謎の女性歌手・RINとして歌った「いばらのみち」がラジオで話題となり、この歌が眞一と再会するきっかけとなった。
清瀬凛子 - 安達祐実〔二役〕（幼少期 - 浅見姫香）
紅子の双子の姉で、清瀬家の正統後継者。真彦とは兄妹同然に育ち、相思相愛の仲。紅子とは対照的に、一人称は「私」で、甘い声（紅子も声真似をすることは可能）を持つ清楚で可憐なお嬢様。真彦の不注意により左肩に火傷の痕がある。生まれつき体が弱く、毒が混ぜられた薬を服用して亡くなった。当初は何者かに毒物を混入されて殺されたと思われたが、杏子から父親が孝太郎でなく久我山で、真彦とは異母兄妹で結婚できないと聞かされた夜、真彦に抱いてほしいと伝えるも受け入れられず、翌日自ら命を絶つ。

### 清瀬家
清瀬孝太郎 - 岸博之
凛子・紅子の養父、太一の実父。清瀬家の遠縁の子爵家出身で書生として清瀬家に入り、婿養子として杏子と結婚したが、使用人だった千鶴に手を出し、生まれた太一を清瀬家の養子にする。その後も千鶴との不倫関係は続いている。凛子を演じる紅子や自分に心を開いてくれない杏子を心配している。その後、千鶴とは別れ、壊れてしまった杏子を献身的に支えていた。ところが、久我山が杏子の帯紐を届けに清瀬家にやって来てから、二人の関係に疑念を抱き始め、妻の裏切りと凛子・紅子が自分とは血のつながりがないことを知る。それでも復讐に囚われる紅子を責めることなく、逆に娘の苦しみを受け止める。清瀬家を訪れた久我山から紅子と杏子を守り、書生時代から憧れていた杏子と結婚でき、愛する杏子が産んだ娘だからこそ凛子・紅子を自分の娘として愛情を注ぎ、幸せだったことを伝え、ようやく杏子と本当に愛し合えるようになる。屋敷を追われた後は杏子・ミツとともに、紅子が買い戻した旧山田家の長屋で暮らしている。杏子が久我山の元へ行ってからは千鶴の元で暮らす。その後杏子とは別れ、闇市で働きながら一人暮らしをするが、闇市で食糧を手に入れ紅子や杏子に調達している。娼婦となった紅子を心配し「麻莉亜」でボーイの仕事に就く。娼館を出ることになった千鶴と「清風庵」の孤児たちに新たな孤児院を紹介する。10年後には、富士山の麓でよりを戻した杏子と孤児院を開いている。
清瀬杏子 - 越智静香
凛子・紅子の実母。実は凛子・紅子の父親は孝太郎でなく久我山だという秘密を抱えていた。久我山と愛し合っており、駆け落ちする約束をしていたが、清瀬家も凛子も捨てられないと家を出ず、久我山の元から離れる。愛する久我山の子だと信じる気持ちから、凛子に対し異常なまでに過保護だったが、真彦が婿候補として預けられて以降、久我山と愛し合った事実に苦しみ続け、凛子・紅子が異母兄妹である真彦と結婚することに当初から反対していた。凛子の死の真相を偶然知って自殺未遂を図り、一命を取り留めるも紅子が太一に刺されたことにより精神が崩壊してしまう。しかし、紅子に久我山の元に連れられ、彼に抱かれてから正気に戻る。夢の世界にいた間の真実を知り、久我山と愛し合ったことがすべての元凶だと紅子に聞かされる。久我山との関係を孝太郎に知られるも、既に久我山に対する愛情はなく、自分や凛子・紅子に対する孝太郎の愛情を知り、本当の夫婦関係となる。久我山に二度と自分の前に現れないよう告げるが、特高に逮捕された紅子を釈放させるために、久我山と共に暮らす道を選ぶ。ところが、そこで真彦の出生の秘密を知ってしまう。久我山により地下牢に囚われていたが、久我山の暴走を止めようとしていた真彦に助けられる。ゆで卵の殻すらむけず、お粥に塩と間違えて砂糖を入れるほど料理は不得手だったが、千鶴の店を譲り受けてから努力を重ね、小料理店の女将として自立した。みんなの幸せを見届けるまでは、孝太郎とよりを戻さないと決め、自分が久我山を変えてしまった戒めとして、店には久我山に壊されたマリオネットを飾っている。紅子や眞一のことはまだ気にかけており、麗華によって「麻莉亜」を追出されそうになった娼婦たちに新しい勤め先を見つけた。10年後には小料理店を麗華に譲り、富士山の麓でよりを戻した孝太郎と孤児院を開いている。
久我山（羽賀、清瀬）麗華 - 木下あゆ美
凛子の友人。父親は成金。凛子と真彦が恋仲だと知りつつも、一途に真彦に想いを寄せ、凛子に嫉妬していた。紅子の正体を知り、真彦と結ばれることを反対していたが、彼女と仲良しになる。その後紆余曲折を経て、真彦と婚約するが、紅子が武蔵野の別荘にいると騙した太一に強姦される。紅子の逮捕後、実家が破産し、清瀬家に戻った太一と結婚。実は、眞一は真彦との間に出来た息子である事を隠していた（太一は気づいている）。真彦による庇護の申し出を断り、太一と眞一と一家三人での新しい生活を志したが、釈放された太一による無理心中のもみ合いになった責任で、太一を刺したのは自分だと警察に自ら通報した上で逮捕される。出所後、眞一に会いに行くが、太一を刺し殺した贖罪から顔を見せられず、たどり着いた「麻莉亜」で自ら娼婦となり、前借した金を紅子の元に送る。その後「麻莉亜」でナオミの借金の取り立てに来た紅子と再会。「清風庵」に眞一の様子を見に行った際、千鶴に追い返されたこともあり、眞一の元には戻っていないが、息子への思いは断ち切れないでいる。陽平が演じる記憶の戻った真彦を信じて「麻莉亜」を出ようとするが、太一を殺したことを眞一にばらすと康助に脅される。「麻莉亜」で眞一と陽平の3人で暮らし始めるが、紅子に懐く眞一の姿に、なかなか本当の母親になれずにいる。藍子から眞一に太一を殺害した事を暴露されるが、紅子が罪をかぶったため、「麻莉亜」を二人で出て行く。数日後、眞一が父親を殺したのは紅子だと思い込み、その恨みから紅子を刺そうとするが、それをかばい腕を怪我する。その後、眞一に太一を殺したことがばれ、そのショックから声が出なくなった眞一と向き合い、事実を伝える。献身的に世話をしたかいもあり、眞一に声が戻るが、第一声は自分ではなく紅子を求めるものだった。自分から太一や真彦、陽平だけでなく、眞一までも奪っていったと紅子を憎み始め、康助と結婚して女主人となり豹変。紅子を追い出し、地下牢に閉じ込めた陽平を求めた上、眞一には実の父親が太一でなく真彦だと告げる。陽平を愛し眞一を拒否し続けていたが、康助に殺されそうになった時に身を挺して守った眞一の姿にようやく目が覚める。その後、杏子から小料理店を譲り受け、女手一つで眞一を育てる。
清瀬眞一 - 西村亮海（第2部）、根岸泰樹（第3部）、鳥羽潤（最終話Cパート）
太一と麗華の息子。実は父親は太一ではなく真彦。父親は戦死し、母親は満州にいると紅子から聞かされているが、自分を育ててくれている紅子以上に、実の母親である麗華への思いを募らせている。戻ってこない麗華に捨てられたと思い、紅子が藤堂と結婚した時には自分が捨てられるのではと不安を抱いている。「清風庵」を訪れた麗華の後をつけ、「麻莉亜」で娼婦となった紅子と麗華を目撃してしまう。 友造とケンカし、止めに入った千鶴にも麗華を追い返したことを責めて「清風庵」を飛び出すが、藤堂と男同士で話す中で紅子や麗華の気持ちを知り、紅子・千鶴・友造と和解。康助の企みでたびたび麗華に捨てられたと誤解し、寂しい思いをするが、紅子と陽平の尽力により「麻莉亜」で麗華と陽平と3人で暮らし始める。その後藍子から麗華が太一を殺した事を知らされ、ショックを受ける。だが、紅子が麗華をかばって自分が殺したと告げたため、その恨みから紅子を刺そうとするが、麗華に引き止められる。その直後、偶然麗華から紅子に宛てられた手紙を読み、太一を殺したのが紅子でなく麗華だと知ったショックから一時的に声が出なくなる。麗華の献身的な支えで声を取り戻すが、第一声は実の母親の麗華ではなく、育ての母親である紅子を探し求めるものだった。それが原因で麗華が豹変したことを知り、自分を責めるが、麗華が元に戻るよう自力で解決しようとする。しかし実の父親が太一でなく真彦だと麗華から告げられ、そのショックから紅子に迎えを頼む。笑顔をなくした紅子に自分の人生を諦めない本来の姿に気づかせ、二人で「麻莉亜」に向かい、康助から麗華を守った。その後、麗華と二人で暮らし、大学生になったある日、探し続けていた紅子と再会。
清瀬太一 - 久保山知洋（第2部まで）
孝太郎と妾・千鶴の非嫡出子、凛子の義弟。傲慢な性格で当主になることに執着し、凛子の食事にヒ素を少しずつ混ぜていた。一方的に想いを寄せている麗華が真彦と婚約し、当初は祝福していたが、やがて自分の気持ちを抑えきれなくなり、麗華を騙して武蔵野の別荘で襲う。さらに紅子や真彦への憎悪を募らせ、真彦を刺そうとするが、真彦を庇った紅子を刺してしまい、自分が警察に逮捕される事を恐れ、真彦と紅子の凛子殺しを警察に密告するが、紅子が太一に刺された罪も被って逮捕されたため、清瀬家に戻る。その後麗華と結婚し、陸軍中尉となっているが、麗華に対し日常的に暴行を加えている。清瀬家の財産を久我山に支払って陸軍中尉の地位を手に入れるが、久我山に屋敷を奪われ金がなくなったため、麗華と眞一を守るために紅子の仕事を手伝うが、取引現場に現れた特高に逮捕されてしまう。紅子が久我山を脅迫したことにより釈放されたが、拘留中に麗華が真彦と親密になったと久我山から嘘を吹き込まれ、一家で無理心中を図ろうとして麗華ともみ合いになり、持っていた包丁が腹部に刺さり亡くなる。
清瀬ミツ - 赤座美代子（第2部まで）
凛子・紅子の祖母。杏子の実母。眞一の曾祖母。早くに夫を亡くし、杏子や家族を守るために、清瀬家の血筋にこだわり凛子を次期当主にすべく、彼女の結婚話を進めようとする。双子の家督争いで滅亡の危機に陥ったことのある清瀬家の家訓に従い、双子の片割れである紅子を殺すよう和子に命令し、杏子には死産だと伝えていた。紅子が全ての罪をかぶって逮捕されたことにより、清瀬家が救われたが、紅子と山田家を切り捨てた。紅子から自分たちの出生の秘密や凛子の死の真相、さらに杏子が壊れてしまった原因を聞かされ、動揺する。久我山に屋敷を奪われた後も爵位を守ることに固執し、杏子に久我山と暮らすよう命じていたが、太一が紅子と逮捕された際、爵位を剥奪され、そのショックから心臓発作を起こし倒れる。だがそれ以降、自分の死期を悟ったのか子爵家へのこだわりを捨て、杏子を取り戻そうと久我山の元を訪れるが、そこで聞かされた紅子と真彦に血のつながりがないことを介抱した紅子と真彦に伝え、紅子の幸せを願いながら亡くなる。墓は凛子の墓の隣に立てられた。

### 山田家
山田泰造 - 古川真司（第1部のみ）
紅子の育ての父。藍子の実父。かつては大工だったが、華族家での仕事中に足を怪我し、その後遺症が残ったため職を失う。それ以来、新たな仕事も探さず、酒浸りの日々を送っている。清瀬家からの援助がなくなり長屋を追われ、和子と藍子を残して失踪。
山田和子 - 谷川清美（第1部のみ）
紅子の育ての母。藍子の実母。夫の代わりに仕立ての仕事で家計を支えている。清瀬家の元使用人で、山田家を出た紅子から凛子の墓の管理を託される。清瀬家からの援助がなくなり、家賃を払えなくなったため長屋を追い出され、藍子を療養所に入れるために一人で働いていたが、6年前に過労で倒れて亡くなる。
藤堂（山田）藍子 - 寺本純菜（第1部）、柳沢なな（第3部）
紅子の義妹。貧しい暮らしで小さい時から体が弱く、結核に侵され、寝たきりになっていた。卵入りのお粥が好物。一時は回復するも、紅子の逮捕で清瀬家からの援助がなくなったことにより、家族とともに長屋を追われた後、和子が女手一つで働き、結核の療養所に入っていた。和子の死後、療養所で出会った陽平に養ってもらいながら共に暮らし、陽平へのお返しをするために娼婦となった。一家が行方不明となった後、結核の病状が悪化し亡くなったとされたが、戦後、娼婦となって働いていたところを偶然紅子と再会。しかし紅子のせいで苦しい生活を強いられ、母親が死んだことを勝手に逆恨みしている。紅子の幸せを壊すために、真彦と瓜二つである陽平と共謀する。10歳の時から藤堂が好きで、「清風庵」で働きながら、紅子から子供たちや藤堂を引き裂こうとするが失敗。だが陽平から紅子と寝たことを聞き、言葉巧みに藤堂を誘惑して肉体関係を持ち、紅子に挑発的な態度を取る。藤堂に別れを告げられ、紅子への復讐のために「麻莉亜」で働き始め、眞一に麗華が太一を殺したことを告げるが、藤堂に諭され、麗華に謝罪。その後、紅子と陽平への憎しみを再び募らせるが、紅子や陽平に対する自らの想いが膨らみ、紅子にこれまで紅子を苦しめたことを謝罪し、紅子と和解。しばらくして陽平との子供を妊娠したことに気づき、藤堂に一緒に育てたいと伝えるが、陽平のところへ行けと切り捨てられる。地下牢で咳き込んでいる陽平を目にして、その異変に気づく。そして紅子に妊娠のことや、陽平が結核を再発し余命わずかだということを話し、助けを求める。藤堂が毒薬を飲んで死のうとしたことを知り、自分さえいなければ苦しまなくて済むと代わりに死のうとしたが、陽平に止められる。10年後には藤堂と一緒になり、出産した陽一を一緒に育てている。

### 孤児院「清風庵」
千鶴 - 魏涼子
孝太郎の妾、清瀬家の元使用人。清瀬家で働いていた頃、孝太郎との間に太一を儲ける。清瀬家を出てからは小料理店の女将をしながら、孝太郎との愛人関係を続ける一方で、藤堂とも肉体関係を持っており、愛している。紅子とは気が合うらしく仲が良い。紅子の逮捕後、孝太郎と別れる。爵位に憧れており、太一が清瀬家の跡継ぎになる事を望んでいたが、太一が爵位を次いだ事により孫の眞一と会えないことを寂しく思う。藤堂から清瀬家の権利書を奪おうとする久我山の謀略で特高に乗り込まれ、一時営業停止に追い込まれる。太一の死で無気力になっていたところを紅子に誘われて孤児院を手伝い、店は杏子に譲り渡している。しかし紅子のせいで眞一の義父である太一が死に、麗華が逮捕されたことを逆恨みし、眞一を育てることが紅子の贖罪だと考え、藤堂と結婚しようとする紅子の幸せを壊そうとしている。麗華に対しても太一を刺し殺し、出所後も眞一の前に姿を見せずに、金だけを送るような人間に母親の資格がないと眞一に会わせるのを拒絶するが、孝太郎からの口添えもあり、麗華と和解する。その後、「清風庵」から「麻莉亜」へ子供たちと引っ越すが、麗華の豹変に衝撃を受ける。孝太郎の世話により新たな孤児院で働く。
友造 - 谷山毅（第3部のみ）
「清風庵」の孤児。1年前に街で盗みをしていたところを紅子に拾われる。孝太郎の世話により新たな孤児院に引き取られる。
桜子 - 田辺桃子（第3部のみ）
「清風庵」の孤児。桃子の姉。2年前から暮らしている。孝太郎の世話により新たな孤児院に引き取られる。
桃子 - 山岡愛姫（第3部のみ）
「清風庵」の孤児。桜子の妹。2年前から暮らしている。孝太郎の世話により新たな孤児院に引き取られる。

### 高級サロン「麻莉亜」
久我山康助 - 古澤蓮（第3部のみ）
久我山の長男。真彦の異父兄。紅子・凛子の異母兄。陸軍指揮官として戦地に赴き、復員後は旧清瀬邸で娼館「麻莉亜」を開き、オーナーを務めている。娼館に不釣合いな神父姿で聖職者を気取り、「麻莉亜」で働く娼婦からも「久我山様」と崇められている。性格・笑い方等、父親にそっくりだが、父親の死は自業自得だと考えている。麗華と紅子が愛した真彦には憎悪を抱いており、あらゆる手を使って眞一を利用し、麗華を自分のものにしようとしている。麗華を抱こうとしたが勃起不全で関係を持てなかった。「麻莉亜」を出ようとした麗華を地下牢に監禁するが、紅子に奪還され怒りを募らせる一方、麗華を失ったショックから精神的に幼児化し、アケミに甘える一面も持つ。「麻莉亜」で働き始めた藍子とは、紅子への憎しみを募らせる者同士としてウマが合う。麗華が眞一と「麻莉亜」を去り、紅子が「ここで暮らす」と宣言すると、「お前なんか、異母妹じゃない!」と猛反対し、追い出そうとするが娼婦たちに止められ渋々同意。藤堂の通報で警察に乗り込まれた際、オーナーは自分でなく紅子だとなすりつけたが、正式に紅子が「麻莉亜」のオーナーとなったため、ボーイとして働くこととなる。だが紅子を憎む麗華から求婚され、再びオーナーに返り咲く。麗華と結婚したことを喜ぶが、やがて麗華の心が自分ではなく陽平にあると気づき、陽平や麗華を憎む。藤堂にそそのかれて陽平を撃とうとしたが、麗華に銃を向けるも眞一が立ちふさがり結局は撃つことができず姿を消す。
ナオミ - 椎名法子（第3部のみ）
「麻莉亜」の娼婦。復員してこない夫の帰りを待ちながら、子供と病気の母親を養うため、紅子から借金し、その返済のために娼婦となる。杏子の世話により新たな仕事に就く。
アケミ - 滝沢乃南（第3部のみ）
「麻莉亜」の娼婦。恋人の暴力から逃げてきた。幼児化した康助を慰めている。杏子の世話により新たな仕事に就く。
チエミ - 橘仁美（第3部のみ）
「麻莉亜」の娼婦。空襲で怪我をした親のために働いている。杏子の世話により新たな仕事に就く。
コトミ - 小山真（第3部のみ）
「麻莉亜」の娼婦。空襲で怪我をした親のために働いている。杏子の世話により新たな仕事に就く。
ボーイ - 安田敦（第3部のみ）
「麻莉亜」のボーイ。康助の命令で紅子たちの素性を調査する。

### その他
久我山真彦 - 鳥羽潤〔三役〕（幼少期 - 泉大地）（第2部まで）
子爵家・久我山家の次男として生まれ、10歳の時に清瀬家に引き取られる。自らの不注意で凛子が火傷をして以降は彼女を守っていくことを誓う。凛子の死後は犯人に復讐すべく、山田家の生活の面倒を見ることを条件に、紅子を凛子の身代わりとする。その中で次第に紅子への愛情が芽生え始める。しかし凛子・紅子とは異母兄妹であることと、兄妹という事実を知った凛子を受け入れなかったことで死に追いやったことを知り、紅子とは結婚しないと宣言。清瀬家を出ようとしていたが、凛子を演じる紅子を心配する孝太郎の訴えを聞き、紅子を守るため、麗華との結婚を条件に清瀬家に戻った。だが太一が麗華を騙して強姦したことを知り、さらに自分を庇って太一に刺された紅子のために、武蔵野の別荘にいた太一を殺そうとするが、凛子殺しの共犯で逮捕されるも嫌疑不十分で釈放。行方をくらました後、世捨て人となって武蔵野の別荘で暮らしていたが、紅子の復讐を止めるために清瀬家に戻り、執事となる。久我山の策略で太一が逮捕された時、麗華と自分の実の息子である眞一を守るために久我山家に戻るが、麗華からは庇護されることを断られる。父親から愛されず、長年抱いていた寂しさが自分の出生に関係していたことを知り、紅子を守るために、自分のせいで壊れ、暴走してしまった久我山と対峙。そして海辺の断崖で紅子を射殺しようとした久我山を撃ち、久我山を抱きかかえて一緒に海に飛び込む。実は母親と他の男との間にできた子で、久我山とは血縁関係がなく、康助とは異父兄弟にあたる。
藤堂賢吾 - 石川伸一郎
元は孤児だったが勉学に励み、書生として清瀬家に入り執事となる。地位と金銭に執着心を持ち、千鶴とは度々肉体関係を結んでいたが、凛子と入れ替わった紅子に当初から疑いを持っていた。その後、発見した凛子の日記の最後のページにより、凛子・紅子が真彦と異母兄妹で、真彦が凛子を死に追いやったことを知る。紅子と真彦が一夜を共にした事に嫉妬するも紅子と結婚。やがて紅子を心から愛し始める。紅子の逮捕後は清瀬家を出て金貸しをする一方で孤児院を開き、自ら買い取った武蔵野の別荘で暮らしている。出所した紅子の復讐に協力し、久我山との仕事を紹介する。しかし久我山が千鶴の店や孤児院に特高を回したため、やむなく紅子から預かった清瀬家の権利書を手放す。その結果、清瀬家の人々が屋敷を追われたことを知り、久我山の元に乗り込むが、そこで久我山から真彦とは血縁関係がないことを聞かされる。久我山が手を回し、赤紙が発令されたため、戦地に赴くが、戦後復員し、紅子と金貸しを共同経営する。「どちらか生き残った方が紅子を守る」と出征前に真彦と約束したとおり、紅子との結婚を決意するが、陽平の出現により、まだ紅子の中に真彦への気持ちが残っていることを感じ、陽平に嫉妬している。陽平が真彦でないことを隠している紅子が麗華や眞一にこだわり続けるのに疑問を抱いているところを藍子につけこまれ、一夜を共にする。「麻莉亜」で紅子と陽平が抱き合っているところを目にするが、紅子への執着から強引に2度目の結婚をし、藍子と3人で同居することを決める。だが、やられたらやり返せばいいと藍子に誘惑され、再び関係を持ってしまうが、藍子に別れを告げ、紅子の元に戻ろうとする。しかし、紅子からも別れを告げられる。紅子が陽平と生きてゆこうとしていることから気が狂い、紅子に嫌がらせを始める。だが元の自分に戻ると言い、紅子と杏子に土下座し謝罪し、ただ純粋に紅子を愛する元の藤堂に戻ったかに見えたが、実は紅子との仲を取り戻したかったがための行動で、自分に振り向いてくれない紅子への苛立ちや、陽平に対する嫉妬心が彼の中から消えることは無かった。妊娠した藍子を切り捨てたことを知った紅子から完全に別れを告げられても、紅子を取り戻すために眞一を自分のものにしようとする。しばらくして陽平に時間が無く、陽平が紅子の為に麗華といることを知り、彼の紅子に対する愛の深さを思い知らされる。紅子の中で陽平が生き続けることに嫉妬し、自分が紅子の心の中にずっといたいという想いから、毒薬を飲み自殺しようとするが、死ぬことはできなかった。さらに陽平を拳銃で撃とうとするが、紅子が陽平を刺し、自分たちが紅子を追いつめてしまった贖罪を背負う。その後、藍子と一緒になり、陽平の子である陽一の父親として、武蔵野の別邸で一緒に暮らしている。
葛原陽平 - 鳥羽潤〔三役〕（第3部のみ）
「麻莉亜」に現れた真彦と瓜二つの青年。真彦とは対照的に軽薄な性格だが、記憶を失くしている。唯一の存在証明となる凛子と同じ蝶の首飾りをしていたことから、紅子たちは死んだと思っていた真彦が生きていたと考えていた。実は赤の他人で、両親に捨てられるも同然で結核の療養所に入れられ、周りで次々と患者たちが死んでいく中で、命を絶とうとしていた。しかし9年前に出会った藍子の笑顔に救われ、生きる気力を得て、それ以降藍子を養いながら共に暮らしていた。紅子に復讐しようとする藍子に加担し、記憶を失くした真彦のふりをしている。だが紅子が逮捕される時に清瀬家・山田家のどちらを選んでも、もう一方を切り捨てることになり苦しんだことや、死んだと聞かされていた藍子のために山田家を切り捨てた清瀬家に復讐していたことを藤堂から聞かされ、藍子から伝えられた紅子像と違っていたことから次第に揺らぎ始め、復讐の目的の違いから藍子との同居を解消する。紅子から頼まれ、麗華のために記憶が戻った真彦を演じるうちに、誰も切り捨てない生き方をする紅子に惹かれていき、「真彦よりも、俺だけで心をいっぱいにしてみせる」と改めて紅子に告白。数日後、豹変してしまった麗華に地下牢に入れられるが、前から再発していた結核で吐血してしまう。麗華にあなたとの子供が欲しいと子づくりを要求されるが、それを拒否する。そして紅子をもう守れないという想いから、紅子を愛しているという気持ちに蓋をし、結核の再発で自分の命が長くないことを隠したまま、紅子に別れを告げる。 その後、紅子に結核が再発したのがばれたことに気づく。紅子とともに残された時間を過ごそうとするが、麗華の深い孤独に気づき、紅子やみんなの為に麗華と一緒にいることを決意する。藤堂に殺されそうになるが、代わりに紅子に刺される（実際は紅子が刺したふりをした）。紅子と二人きりで最期の時を過ごし、紅子に看取られながらこの世を去る。
久我山慎之助 - 野村宏伸（第2部のみ）
凛子・紅子・康助の実父。真彦の養父。子爵家・久我山家当主で陸軍大佐。その一方で横流しした武器を敵対国に売り渡している。望みどおりに成長した長男の康助と違い、次男の真彦とは婿候補として清瀬家に預けたと同時に縁を切った。凛子が自分の娘だと知りながら、真彦を婿候補として清瀬家に送り出したことがすべての悲劇の始まりとなる。他の男と愛し合い真彦を産んだ妻や、一緒に駆け落ちする約束をしていた杏子に相次いで裏切られ、清瀬家を憎みながらも、杏子への愛に執着し続け、紅子に杏子と引き合わされた後も清瀬家に乗り込んで、杏子を自分のものにしようとする。そして汚い手を使って藤堂から清瀬家の権利書を奪い、清瀬家の人間を追い出して屋敷を独り占めにし、特高に捕まった紅子を救うためにやってきた杏子と暮らす。真彦や実の娘である紅子を憎み射殺しようとしたが、真彦に撃たれて死亡。
藤堂陽一 - 根岸泰樹〔二役〕（最終話Cパート）
陽平と藍子の子。藍子と藤堂に育てられているが、実の父である陽平のことも大切に想っている。

## サブタイトル
| 第1部（昭和12年）                                          | 第1部（昭和12年） | 第1部（昭和12年） | 第2部（昭和16年） | 第2部（昭和16年）    | 第2部（昭和16年） | 第3部（昭和22年→昭和32年） | 第3部（昭和22年→昭和32年） | 第3部（昭和22年→昭和32年） |
| 話数                                                       | サブタイトル      | 演出              | 話数              | サブタイトル         | 演出              | 話数                       | サブタイトル               | 演出                       |
| ---------------------------------------------------------- | ----------------- | ----------------- | ----------------- | -------------------- | ----------------- | -------------------------- | -------------------------- | -------------------------- |
| 第1話                                                      | 瓜二つのふたり    | 島﨑敏樹          | 第27話            | 蛾の選択             | 島﨑敏樹          | 第42話                     | 聖母と金貸し               | 島﨑敏樹                   |
| 第2話                                                      | 凛子の死          | 島﨑敏樹          | 第28話            | 切なき復讐の鬼       | 島﨑敏樹          | 第43話                     | 娼婦、麗華                 | 島﨑敏樹                   |
| 第3話                                                      | 紅子が凛子        | 島﨑敏樹          | 第29話            | 愛と憎しみと         | 島﨑敏樹          | 第44話                     | ふたりの母は娼婦           | 島﨑敏樹                   |
| 第4話                                                      | 近づくふたり      | 島﨑敏樹          | 第30話            | 母の愛と罪           | 島﨑敏樹          | 第45話                     | 眞一との絆                 | 島﨑敏樹                   |
| 第5話                                                      | 重なる危機        | 島﨑敏樹          | 第31話            | 同居の波紋           | 金子与志一        | 第46話                     | 妹の苦悩                   | 金子与志一                 |
| 第6話                                                      | 火傷の絆          | 島﨑敏樹          | 第32話            | 疑惑が人を壊す       | 金子与志一        | 第47話                     | 真彦の記憶                 | 金子与志一                 |
| 第7話                                                      | 紅子の初恋        | 島﨑敏樹          | 第33話            | 復讐の揺らぎ         | 金子与志一        | 第48話                     | よみがえる想い             | 金子与志一                 |
| 第8話                                                      | 凛子への嫉妬      | 島﨑敏樹          | 第34話            | 愛し合えないふたり   | 金子与志一        | 第49話                     | 仕掛けられていた悪意       | 金子与志一                 |
| 第9話                                                      | 蛾の生き方        | 島﨑敏樹          | 第35話            | 男たちの愛           | 金子与志一        | 第50話                     | 絶望と希望                 | 金子与志一                 |
| 第10話                                                     | 忍び寄る悪意      | 島﨑敏樹          | 第36話            | 落ちた子爵家         | 茂山佳則          | 第51話                     | ふたりだけの秘密           | 茂山佳則                   |
| 第11話                                                     | 宣戦布告          | 島﨑敏樹          | 第37話            | 爵位剥奪の罠         | 茂山佳則          | 第52話                     | 強まる絆                   | 茂山佳則                   |
| 第12話                                                     | 子爵家の氷の女帝  | 島﨑敏樹          | 第38話            | 清瀬の終焉           | 茂山佳則          | 第53話                     | 狂い始めた思惑             | 茂山佳則                   |
| 第13話                                                     | 誰が為の復讐      | 島﨑敏樹          | 第39話            | 走り出した哀しき狂気 | 茂山佳則          | 第54話                     | 麗華、奪還                 | 茂山佳則                   |
| 第14話                                                     | 母の苦しみ        | 島﨑敏樹          | 第40話            | そして誰もいなくなる | 茂山佳則          | 第55話                     | 偽りの家族                 | 茂山佳則                   |
| 第15話                                                     | 愛の告白          | 島﨑敏樹          | 第41話            | 真彦の想い           | 島﨑敏樹          | 第56話                     | 悲しき子離れ               | 茂山佳則                   |
| 第16話                                                     | 本当の母          | 金子与志一        |                   |                      |                   | 第57話                     | 真彦vs陽平                 | 茂山佳則                   |
| 第17話                                                     | 双子の片割れ      | 金子与志一        |                   |                      |                   | 第58話                     | 嫉妬                       | 茂山佳則                   |
| 第18話                                                     | 大逆転            | 金子与志一        |                   |                      |                   | 第59話                     | 娼館の女王                 | 松本圭右                   |
| 第19話                                                     | 結婚宣言の波紋    | 金子与志一        |                   |                      |                   | 第60話                     | 終わりの始まり             | 松本圭右                   |
| 第20話                                                     | 凛子の死の真相    | 金子与志一        |                   |                      |                   | 第61話                     | 切なき思惑                 | 島﨑敏樹                   |
| 第21話                                                     | 一生の契り        | 金子与志一        |                   |                      |                   | 第62話                     | 信じる                     | 島﨑敏樹                   |
| 第22話                                                     | 凛子という呪縛    | 金子与志一        |                   |                      |                   | 第63話                     | 残された時刻               | 島﨑敏樹                   |
| 第23話                                                     | 交錯する愛        | 金子与志一        |                   |                      |                   | 第64話                     | 守るべきもの               | 島﨑敏樹                   |
| 第24話                                                     | 太一の暴走        | 金子与志一        |                   |                      |                   | 最終話                     | いばらのみち               | 島﨑敏樹                   |
| 第25話                                                     | 狂気              | 金子与志一        |                   |                      |                   |                            |                            |                            |
| 第26話                                                     | 追い詰められた鼠  | 島﨑敏樹          |                   |                      |                   |                            |                            |                            |
| 第27話                                                     | 蛾の選択          | 島﨑敏樹          |                   |                      |                   |                            |                            |                            |
| 4月平均：5.6% 5月平均：5.0% 6月平均：5.5% 7月平均：6.3%    |                   |                   |                   |                      |                   |                            |                            |                            |
| 最高：7.7%（第1話） 最低：3.6%（第31話）                   |                   |                   |                   |                      |                   |                            |                            |                            |
| 平均視聴率：5.4%（視聴率は関東地区・ビデオリサーチ社調べ） |                   |                   |                   |                      |                   |                            |                            |                            |

## スタッフ
- 企画 - 西本淳一（東海テレビ）
- 脚本 - 野依美幸
- 音楽 - 中島靖雄
- プロデューサー - 松本圭右（東海テレビ）、小池唯一（泉放送制作）、佐藤禎剛（泉放送制作）
- 演出 - 島﨑敏樹（泉放送制作）、金子与志一（泉放送制作） 、茂山佳則（泉放送制作）、松本圭右（東海テレビ）
- 広報 - 胡桃千春（東海テレビ）、山本章子（東海テレビ）
- 制作 - 東海テレビ放送、泉放送制作

## テーマ曲
- 主題歌：椿屋四重奏「いばらのみち」（ワーナーミュージック・ジャパン）
- エンディングテーマ：紅子 starring 安達祐実「いばらのみち（紅子version）」（第27話 - ）[6]

## DVD
- ポニーキャニオンよりDVDボックスセットが発売された。
  - 娼婦と淑女 DVD‐BOX1　2010年12月24日発売・DVD4枚組（第1話～第27話収録）
  - 娼婦と淑女 DVD‐BOX2　2011年1月19日発売・DVD3枚組（第28話～第47話収録）
  - 娼婦と淑女 DVD‐BOX3　2011年2月16日発売・DVD4枚組（第48話～第65話収録＋特典ディスク）